# Вальтерссон Грёнвалль, Камилла
Мария Камилла Вальтерссон Грёнвалль (швед. Maria Camilla Waltersson Grönvall; род. 19 марта 1969, Kullings-Skövde parish, Эльвсборг) — шведский преподаватель, политический и государственный деятель. Член Умеренной коалиционной партии. Министр социальных служб Швеции с 18 октября 2022 года. Депутат риксдага с 2010 года.

## Биография
Родилась 19 марта 1969 года. Родители — электрик Рольф Вальтерссон (Rolf Waltersson) и клерк Мона Вальтерссон (Mona Waltersson), в девичестве Хага (Haga). Её сестра Микаэла (Mikaela Waltersson) также является политиком от Умеренной коалиционной партии и с 2018 года возглавляет совет региона Халланд.
В 1989 году окончила гимназию. Получила профессию учителя начальных классов. Окончила докторантуру Карлстадского университета.
Преподавала в Карлстадском университете.
С 1998 года работала в коммуне Тролльхеттан.
С 1995 года — член городской управы в Лилла-Эдет, с 1996 года — муниципальный депутат.
По результатам парламентских выборов 2010 года избрана депутатом риксдага от северного округа лена Вестра-Гёталанд, с 2018 года переизбиралась в западном округе лена Вестра-Гёталанд. Была членом Комитета по образованию (2012—2017), Социального комитета (2017—2022). Была представителем партии по вопросам социальной политики.
18 октября 2022 года назначена министром социальных служб Швеции в Министерстве социальных дел Швеции в правительстве Ульфа Кристерссона.
Живёт в Лилла-Эдет.